# The Lego Movie (Lego tema)
The Lego Movie (Lego tema) er en produktlinje produceret af den danske legetøjskoncern LEGO fra 2014-2019. Den er baseret på filmen The Lego Movie fra 2014, og blev solgt med licens fra Lego og Warner Bros. Animation. Det blev introduceret første gang samtidig med udgivelsen af ilmen og The Lego Movie Video Game. Der blev produceret yderligere en række sæt ved udgivelsen af den anden film i The Lego Movie-franchisen med titlen The Lego Movie 2: The Second Part.